# Zygonyx ranavalonae
Zygonyx ranavalonae is een libellensoort uit de familie van de korenbouten (Libellulidae), onderorde echte libellen (Anisoptera).
De soort staat op de Rode Lijst van de IUCN als onzeker, beoordelingsjaar 2008.
De wetenschappelijke naam Zygonyx ranavalonae is voor het eerst geldig gepubliceerd in 1949 door Fraser.